# Кимба, Бурейма
Бурейма Кимба (англ. Boureima Kimba; 1968 — 21 апреля 2013, Ниамей) — нигерский легкоатлет, выступавший в беге на короткие дистанции. Участник летних Олимпийских игр 1992 и 1996 годов.

## Биография
Бурейма Кимба родился в 1968 году.
Был ведущим нигерским спринтером в начале 1990-х годов.
В 1992 году вошёл в состав сборной Нигера на летних Олимпийских играх в Барселоне. В беге на 200 метров занял в 1/8 финала последнее, 8-е место, показав результат 22,49 секунды и уступив 1,21 секунды попавшему в четвертьфинал с 4-го места Энрико Аткинсу из Барбадоса.
В 1996 году вошёл в состав сборной Нигера на летних Олимпийских играх в Атланте. В беге на 100 метров занял в 1/8 финала последнее, 9-е место, показав результат 11,24 секунды и уступив 0,87 секунды попавшему в четвертьфинал с 3-го места Чэнь Вэньчжуну из Китая.
По окончании выступления работал тренером, занимался с нигерской молодёжью.
Погиб 21 апреля 2013 года в нигерском городе Ниамей в результате несчастного случая.

## Личные рекорды
- Бег на 100 метров — 10,87 (1989)[2]
- Бег на 200 метров — 21,67 (1989)[2]